# Episodi di The Millionaire (prima stagione)
La prima stagione della serie televisiva The Millionaire è andata in onda negli Stati Uniti dal 19 gennaio 1955 al 22 giugno 1955 sulla CBS.
| nº | Titolo originale            | Prima TV USA     |
| -- | --------------------------- | ---------------- |
| 1  | The Amy Moore Story         | 19 gennaio 1955  |
| 2  | The Carl Nelson Story       | 26 gennaio 1955  |
| 3  | The Joe Iris Story          | 2 febbraio 1955  |
| 4  | The Dan Mulcahy Story       | 9 febbraio 1955  |
| 5  | The Emily Short Story       | 16 febbraio 1955 |
| 6  | The Margaret Browning Story | 23 febbraio 1955 |
| 7  | The Harvey Blake Story      | 2 marzo 1955     |
| 8  | The Nancy Marlborough Story | 9 marzo 1955     |
| 9  | The Betty Jane Ryan Story   | 16 marzo 1955    |
| 10 | The Charles Lamar Story     | 23 marzo 1955    |
| 11 | The Ken Fowler Story        | 30 marzo 1955    |
| 12 | The Pev Johnson Story       | 6 aprile 1955    |
| 13 | The Quentin Harwood Story   | 13 aprile 1955   |
| 14 | The Fred Malcolm Story      | 20 aprile 1955   |
| 15 | The Luke Fortune Story      | 27 aprile 1955   |
| 16 | The Jack Martin Story       | 4 maggio 1955    |
| 17 | The Walter Carter Story     | 11 maggio 1955   |
| 18 | The Merle Roberts Story     | 18 maggio 1955   |
| 19 | The Uncle Robby Story       | 25 maggio 1955   |
| 20 | The Sam Donovan Story       | 1º giugno 1955   |
| 21 | The Vickie Lawson Story     | 8 giugno 1955    |
| 22 | The Cobb Marley Story       | 15 giugno 1955   |
| 23 | The Mildred Milliken Story  | 22 giugno 1955   |

## The Amy Moore Story
- Prima televisiva: 19 gennaio 1955

### Trama
- Guest star: John Archer (Tom Williams), Toni Gerry (Amy Moore), Ray Galli (Joseph 'Joe' Reilly Moore Jr.), Roy Gordon (Andrew V. McMahon), Vera Marshe (Liz), Joseph Mell (Mr. Levy), Howard McNear (Smitty), Barbara Pepper (Fat Woman), Tido Fedderson (assistente di Smitty)

## The Carl Nelson Story
- Prima televisiva: 26 gennaio 1955

### Trama
- Guest star: William Forrest (Quimby), Arthur Franz (Carl Nelson), John Gallaudet (Miller), Beverly Garland (Clara Nelson)

## The Joe Iris Story
- Prima televisiva: 2 febbraio 1955

### Trama
- Guest star: John Hudson (Joe Iris), Nancy Gates (Julie Iris), Harry Brown (Mancuso), Russ Conway (detective della polizia), Walter Coy ( tenente della polizia Bledsoe), Tido Fedderson (segretaria della polizia), Roy Gordon (Andrew V. McMahon), Frank Mitchell (Jim), William Newell (direttore della banca), Frank Richards (Nate), Robert Williams (sergente Dunne)

## The Dan Mulcahy Story
- Prima televisiva: 9 febbraio 1955

### Trama
- Guest star: James Flavin (Dan Mulcahy), Nora Marlowe (Bessie Mulcahy), Jane Fischer (Mary Ellen Mulcahy), Eleanor Audley (Cynthia Semple), Harry Lauter (Andrew Stevens), Harry Tyler (Ownie), Edward Brophy (Preliminary Feeney), Eric Norden (Laddie Van Keuren), Robert Bice (Sheean), Phil Tully (First Workman), Clarence Straight (Second Workman), Olaf Hytten (Hakes), Foster H. Phinney (Tailor), Lillian Culver (Dowager), Tido Fedderson (Guest Party), Roy Gordon (Andrew V. McMahon)

## The Emily Short Story
- Prima televisiva: 16 febbraio 1955

### Trama
- Guest star: Carolyn Jones (Emily Short), Donald Murphy (Mark Ryan), Maurice Marsac (Joseph Denille), Ann Codee (Madam Genet), Eugene Borden (ufficiale Customs), Laurie Mitchell (Mae), Richard Patton (Eddie), Richard Shackleton (Office Boy), Tido Fedderson (hostess)

## The Margaret Browning Story
- Prima televisiva: 23 febbraio 1955

### Trama
- Guest star: Fay Baker (Margaret Browning), Nan Leslie

## The Harvey Blake Story
- Prima televisiva: 2 marzo 1955

### Trama
- Guest star: Jay Novello (Harvey Blake), John Dehner (Prof. Ridgely), Joe Besser (Chester), Olan Soule (Teller), Roy Gordon (Andrew V. McMahon), John Harmon (impiegato), Jack Rice (Room Clerk), Don C. Harvey (Brophy), Gilman Rankin (uomo), William Fawcett (Janitor), Tido Fedderson (Guest Hotel)

## The Nancy Marlborough Story
- Prima televisiva: 9 marzo 1955

### Trama
- Guest star: Ellen Corby (Nancy Marlborough), Richard Jaeckel (Joey Saxon), Stafford Repp (Willy Grayson), William Haade (Tim), Frank Marlowe (Mulligan), Frank J. Scannell (Vince Barron), Paul Cavanagh (Dean Cosgrove), Paul Bryar (Ringside Man), Don Forbes (Sportscaster), Kim Charney (Martin), Roy Gordon (Andrew V. McMahon), John Indrisano (Referee), Tido Fedderson (Woman Touring School)

## The Betty Jane Ryan Story
- Prima televisiva: 16 marzo 1955

### Trama
- Guest star: Larry J. Blake (barista), Veda Ann Borg (Flo Sullivan), June Burt (infermiera), Jean Byron (Betty Jane Ryan / Bea Ryan), Richard Garland (dottor Glenn Scott), John Howard (Edward Harper), Barbara Hudson (Supervisor), Ronald Keith (Ricky), Ben Morris (ufficiale di polizia), Howard Negley (detective), Phillip Reed (impiegato dell'hotel), Isabel Withers (Apartment Manager), Tido Fedderson (infermiera)

## The Charles Lamar Story
- Prima televisiva: 23 marzo 1955

### Trama
- Guest star: Jean Howell (Helaine), Lamont Johnson (Charles Lamar), Irene Tedrow (contessa Turec), John Wengraf (Count Turec)

## The Ken Fowler Story
- Prima televisiva: 30 marzo 1955

### Trama
- Guest star: Sally Brophy (Mrs. Fowler), Whitfield Connor (Ken Fowler), Robert Quarry (Myles)

## The Pev Johnson Story
- Prima televisiva: 6 aprile 1955

### Trama
- Guest star: Lennie Freeman (corteggiatore), Arthur Shields (Pev Johnson), Eleanore Tanin (Daughter)

## The Quentin Harwood Story
- Prima televisiva: 13 aprile 1955

### Trama
- Guest star: Robert Cornthwaite (Quentin Harwood), Barbara Eiler (Julia Harwood)

## The Fred Malcolm Story
- Prima televisiva: 20 aprile 1955

### Trama
- Guest star: Phyllis Coates (Mrs. Malcolm), Herbert Heyes, Jil Jarmyn, Marjorie Reynolds, Liam Sullivan, Les Tremayne (Fred Malcolm)

## The Luke Fortune Story
- Prima televisiva: 27 aprile 1955

### Trama
- Guest star: Robert Carson (Thompson), Rita Corday (BeBe Kovacs), Richard Deacon (Jeweler), Don Forbes (Rodeo Announcer (voice), Coleen Gray (Janie Smith Fortune), Larry Hudson (Gus Hawkins), Hugh O'Brian (Luke Fortune), Harmon Stevens (Minister), Shirley Whitney (Betsy Peoples), Tido Fedderson (Rodeo Spectator)

## The Jack Martin Story
- Prima televisiva: 4 maggio 1955

### Trama
- Guest star: John Alvin, Phyllis Coates (Jack's Fiancee), Paul Langton (Jack Martin)

## The Walter Carter Story
- Prima televisiva: 11 maggio 1955

### Trama
- Guest star: Rand Brooks, Edmund Gwenn (Walter Carter), Julie Jordan

## The Merle Roberts Story
- Prima televisiva: 18 maggio 1955

### Trama
- Guest star: James Bell (Ted Roberts), Jacqueline deWit (Irene Probst), Charles Kane (George Probst), Vera Miles (Merle Roberts), Robert Quarry (Andy)

## The Uncle Robby Story
- Prima televisiva: 25 maggio 1955

### Trama
- Guest star: Joseph Allen (Everett Taylor), Barbara Bates (Marian Curtis), Billy Bletcher (Plessy), John Bryant (Richard Curtis), Lester Dorr (Impiegato di corte), Roy Gordon (Andrew V. McMahon), Percy Helton (Robert P. Chesley - Uncle Robby), James Hyland (poliziotto), Tom Keene (Attorney Marlowe), Lewis Martin (giudice), William Murphy (tassista), Danni Sue Nolan (Carole Taylor), Addison Richards (H. H. Hungerford)

## The Sam Donovan Story
- Prima televisiva: 1º giugno 1955

### Trama
- Guest star: Dorothy Adams (Zia Nellie), Barbara Bestar (Janet), Roy Gordon (Mr. McMahon), Robert Nichols (Sam Donovan)

## The Vickie Lawson Story
- Prima televisiva: 8 giugno 1955

### Trama
- Guest star: Phyllis Avery (Vickie Lawson), Hillary Brooke (Jane), Craig Stevens (Hill)

## The Cobb Marley Story
- Prima televisiva: 15 giugno 1955

### Trama
- Guest star: Rachel Ames (Georgette French), Lewis Charles (Tom Walters), Lloyd Corrigan (Chief James Dickenson), Mary Field (Sarah Marley), Roy Gordon (Andrew V. McMahon), Selmer Jackson (dottor Jim O'Toole), Norman Leavitt (constable Logan), Donald Woods (Cobb Marley)

## The Mildred Milliken Story
- Prima televisiva: 22 giugno 1955

### Trama
- Guest star: Hildy Parks (Mildred 'Millie' Milliken), Jess Barker (Felix Lombard), Helen Westcott (Anna Lombard), Dorothy Crehan (Mrs. Gracie), Virginia Carroll (Saleswoman), Gil Herman (Bart), Tina Thompson (Nell), Helen Spring (Mrs. Hastings), James Rawley (Mr. Sweetzer), Del Moore (Sam Smith), Kathy Garver (Annabell), Roy Gordon (Andrew V. McMahon)